# OTO Melara 76 mm
OTO Melara 76 mm (OTO 76/62 Gun Mount), là một loại pháo tự động Hải quân, được phát triển bởi công ty quốc phòng Ý OTO Melara. Nó được phát triển dựa trên pháo OTO Melara 76/62C và được phát triển thành các loại pháo 76/62 SR và 76/62 Strales.
Hệ thống pháo có thiết kế nhỏ gọn để có thể triển khai trên tàu chiến. Nó có tốc độ bắn cao và sử dụng nhiều loại đạn giúp nó có khả năng đối phó với các loại tên lửa chống tàu, phòng không, phòng thủ trên mặt nước và tác chiến hỗ trợ hỏa lực mặt đất tầm gần. Các loại đạn của nó bao gồm đạn xuyên giáp, đạn gây cháy, đạn nổ mảnh, và đạn có điều khiển với khả năng đánh chặn tên lửa chống tàu. Pháo được lắp trong tháp pháo có các bề mặt phẳng tăng độ tàng hình.
Pháo tự động OTO Melara 76 mm được xuất khẩu và sử dụng bởi sáu mươi lực lượng hải quân các nước. Nó được ưa thích hơn loại pháo hàng hải cỡ nòng 100 mm của Pháp để trang bị trên tàu frigate lớp Horizon và tàu frigate lớp FREMM tương lai.
Ngày 27 tháng Chín năm 2006 Iran tuyên bố nước này sẽ sản xuất loạt pháo hàng hải Fajr-27, được cho là sao chép thiết kế của pháo OTO Melara 76 mm.
1. ↑  "Italy 76 mm/62 (3") Compact, SR – NavWeaps".
2. ↑  "Iran to mass produce new artillery gun". Middle East Online. ngày 27 tháng 9 năm 2006. Bản gốc lưu trữ ngày 30 tháng 9 năm 2007.